# NGC 5278
NGC 5278 is een spiraalvormig sterrenstelsel in het sterrenbeeld Grote Beer. Het hemelobject werd op 14 april 1789 ontdekt door de Duits-Britse astronoom William Herschel. NGC 5278 interageert met het nabijgelegen sterrenstelsel NGC 5279.

## Synoniemen
- UGC 8677
- IRAS 13397+5555
- MCG 9-22-101
- ZWG 271.58
- MK 271
- ZWG 272.3
- 1ZW 69
- KCPG 390A
- VV 19
- Arp 239
- PGC 48473